# Arif Aiman
Arif Aiman bin Mohd Hanapi (ur. 4 maja 2002 w Kuantanie) – malezyjski piłkarz grający na pozycji skrzydłowego w klubie Johor Darul Takzim oraz reprezentacji Malezji.

## Kariera
Arif Aiman całą swoją karierę spędził w strukturach Johor Darul Takzim. Z klubem zdobył MIstrzostwa Malezji (w  latach 2021, 2022, 2023) oraz kilkukrotnie krajowe puchary. 
W reprezentacji Malezji zadebiutował 23 maja 2021 przeciwko Kuwejtowi. Pierwszą bramkę w kadrze zdobył 14 czerwca 2023 w meczu z Wyspami Salomona. Został powołany na Puchar Azji 2023, gdzie zdobył bramkę w meczu z Koreą Południową.